# Thomas Upham
Thomas Upham, född 30 januari 1799, död 2 april 1872, var en amerikansk filosof, psykolog, pacifist, poet, författare och folkbildare. Han var en tongivande gestalt inom helgelserörelsen. Han var inflytelserik inom den psykologiska litteraturen och tjänstgjorde som "the Bowdoin College professor of mental and moral philosophy" under tiden 1825-1868. Han var vän med Harriet Beecher Stowe, och delade dennes motstånd mot slaveriet, dock ville han att man skulle gå den lagliga vägen till befrielse.
Hans stora biografi om Madame Guyon översattes till svenska, och lästes flitigt inom helgelserörelsen. Översättningen hette "Madame de la Mothe Guyon's lefnad och religiösa erfarenheter", öfvers. från engelskan. Stockholm 1904.